# Graceland
Graceland – nazwa posiadłości piosenkarza Elvisa Presleya w Memphis w stanie Tennessee.
Posiadłość została wybudowana w pierwszej połowie lat 20. XX wieku z jasnego piaskowca w stylu południowym, choć Ruth Keough (wnuczka Presleya) podała, że budynek został wybudowany w 1939 przez lekarza Toma Moore’a, na ziemiach podarowanych mu i jego żonie, Ruth, przez jej ciotkę, Grace, od której także pochodzi nazwa rezydencji. Budynek stoi na szczycie wzgórza. Jednopiętrowa posiadłość ma powierzchnię 14 akrów i składa się z 18 pokojów, jest otoczona ponad pięcioma hektarami ziemi.
Elvis Presley zakupił posiadłość 10 marca 1957 – za 102 tys. dol.. Najpierw, w maju 1957, wprowadzili się do niej rodzice artysty (Gladys i Vernon Presleyowie) i jego babka (Minnie Moe), a dopiero później – 26 czerwca 1957 – on sam. Po śmierci Presleya w 1977 w domu zamieszkała jego ciotka, Delta Mae, natomiast właścicielką posiadłości była jego córka, Lisa Marie Presley.
Od 1982 posiadłość jest otwarta dla turystów i fanów. Na terenie posiadłości mieści się muzeum Elvisa Presleya, poza tym odbywają się w niej zorganizowane imprezy, szczególnie w rocznicę urodzin oraz śmierci artysty (Elvis Week). Na jej terenie znajdują się groby Presleya, jego babki i rodziców w tzw. the Meditation Gardens oraz płyta nagrobna brata bliźniaka Elvisa - Jessego Garona Presleya, który zmarł przy porodzie.
7 listopada 1991 budynek został wpisany na listę National Register of Historic Places, a 27 marca 2006 – na listę National Historic Landmark.

## Galeria zdjęć

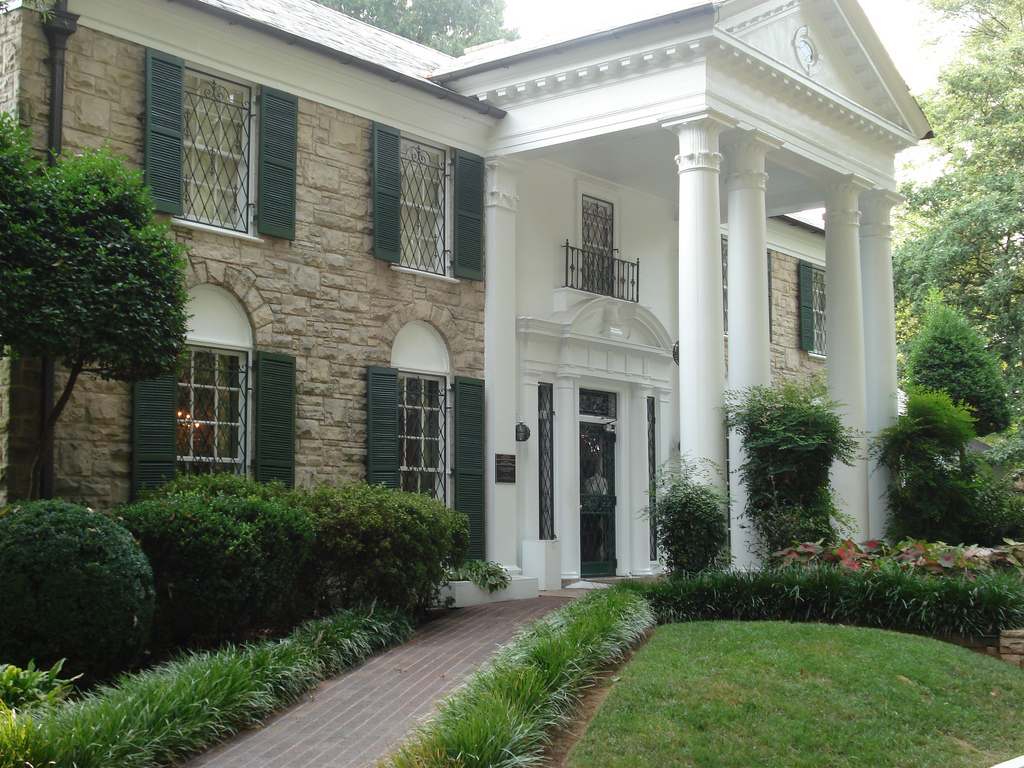
Graceland w 2007 roku
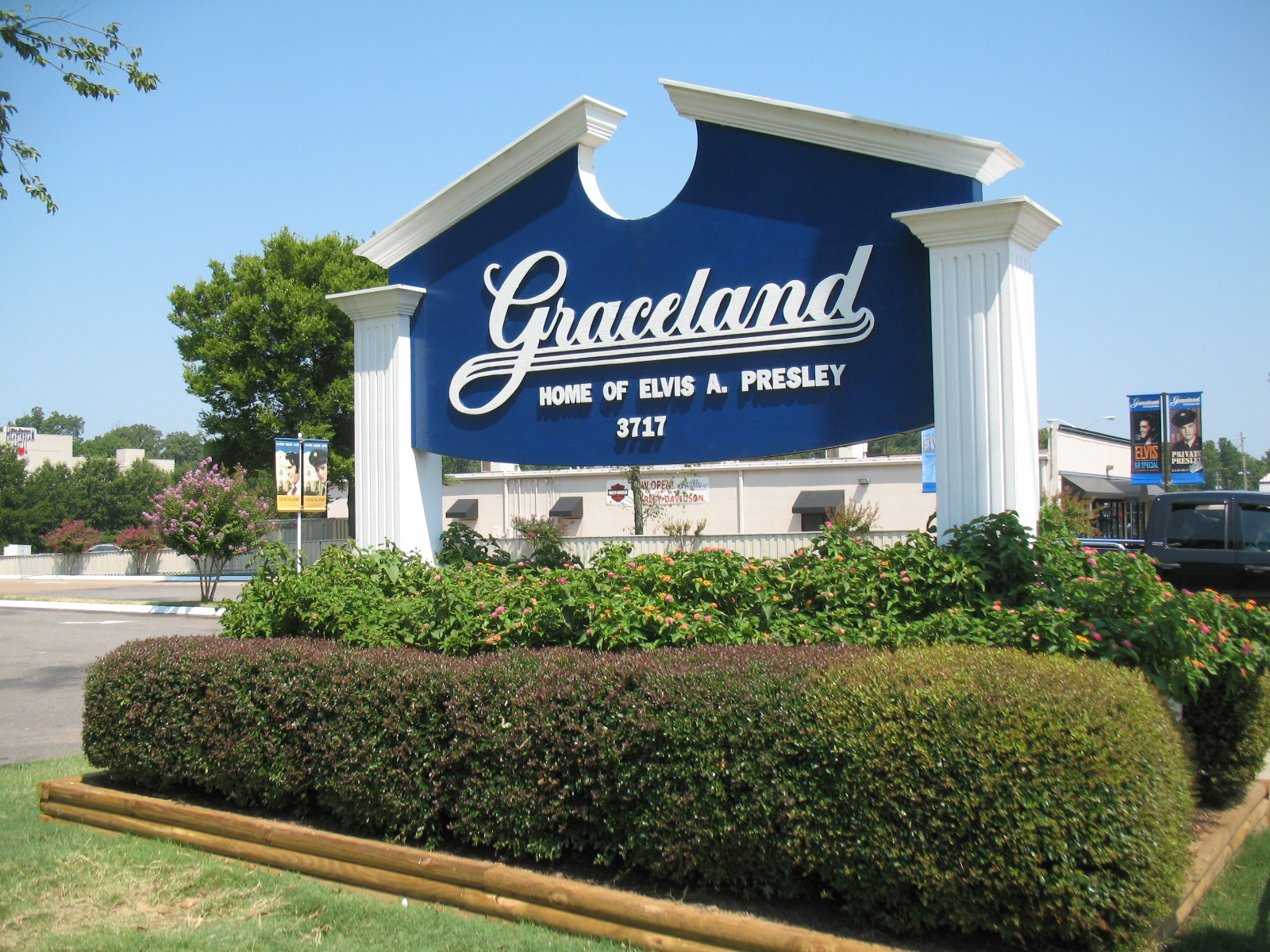
Znak przy głównym wejściu do Graceland w 2008 roku
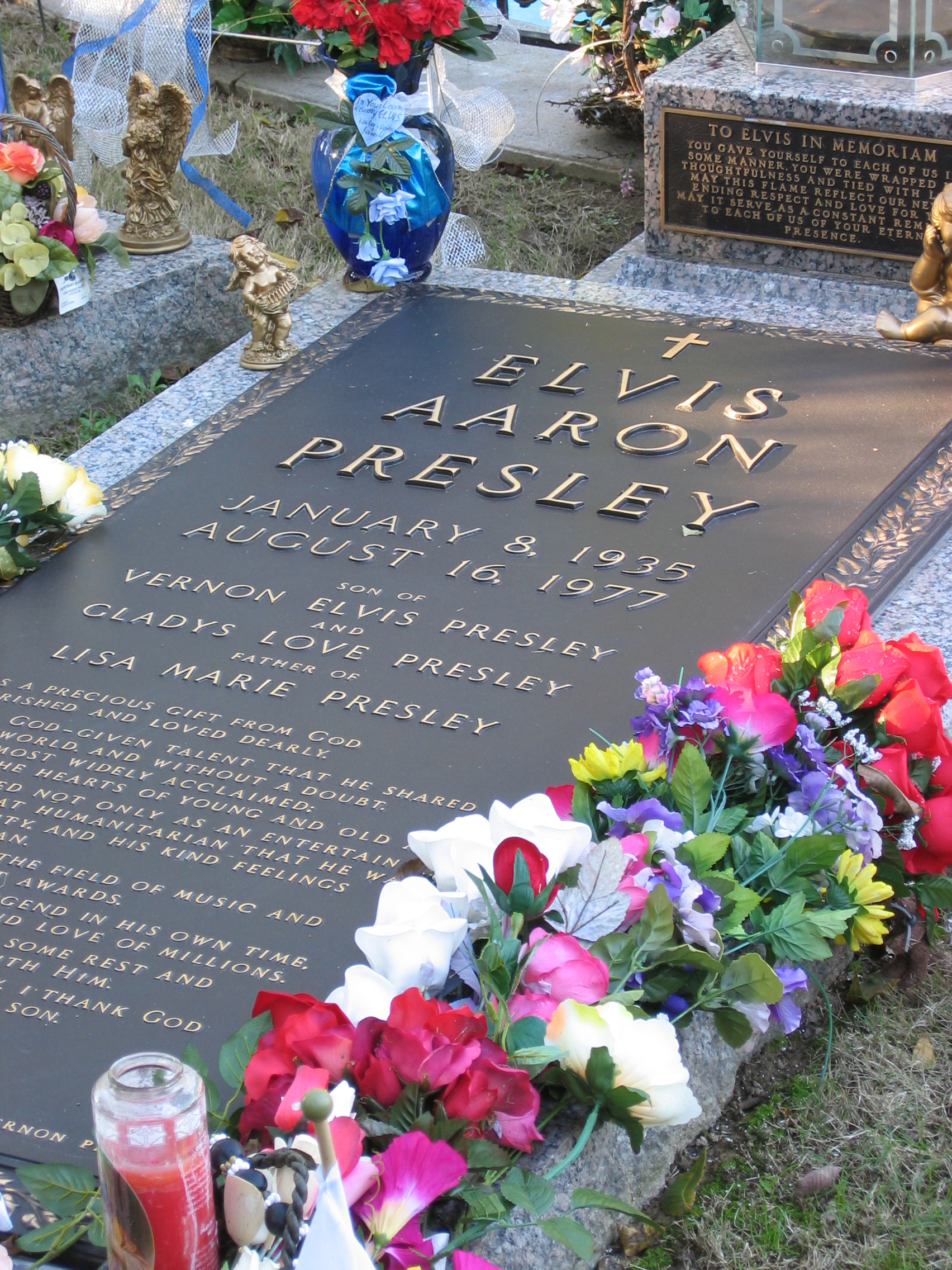
Grób Elvisa Presleya w 2004 roku
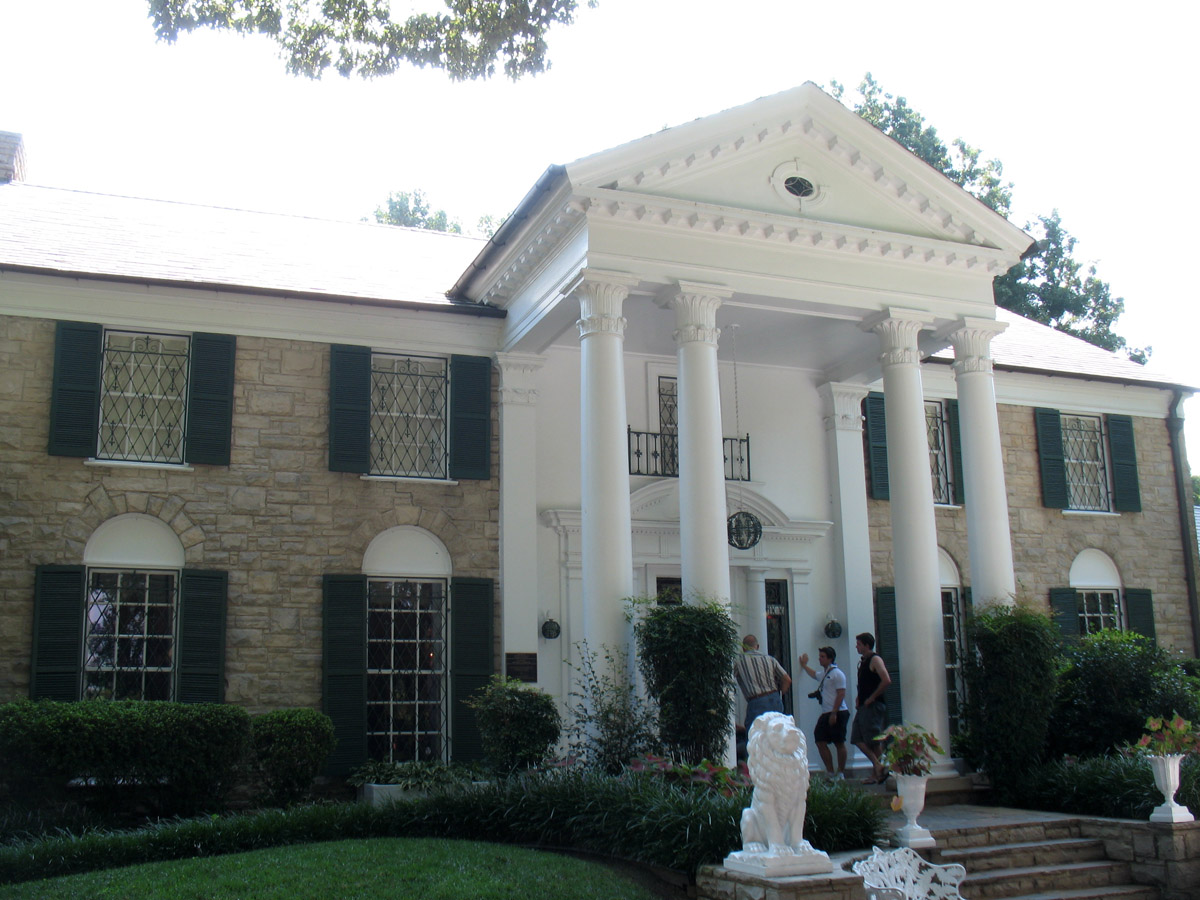
Graceland w 2008 roku